# Ermita de la Mare de Déu del Sargar d'Herbers
L'Ermita de la Mare de Déu del Sargar d'Herbers és una ermita que es troba al poble d'Herbers, a la comarca del Ports del País Valencià.
L'ermita del Sargar es troba a la falda de la Tramuja, a dos quilòmetres de la població. Se situa en una vall encaixonada entre muntanyes i regada pel barranc del Sargar, on hi ha moltes sargueres, d'on prové el topònim. L'ermita té 20 metres de llargada, per 9 d'amplada i 6 d'alçada. Les pintures que es poden admirar són obra del pintor morellà Joan Francesc Cruella, fetes l'any 1836 i restaurades a principis del segle xx i l'any 1977.
Es va construir a finals del segle xiii o principis del XIV, poc després d'haver estat expedida la carta pobla d'Herbers per Blasco I d'Alagón el 1232. Al llarg dels segles es va construir l'actual ermita i els edificis que l'envolten i que es poden veure avui dia: la sagristia, la casa de l'ermità, un pati interior amb una font, les sales de la confraria, el campanar i els corrals.
La tradició diu que un pastor es va trobar la imatge de la Mare de Déu a una cova envoltada de sargueres, al costat d'una font i que els habitants d'Herbers van portar la imatge al poble, però durant la nit va desaparèixer i la van tornar a trobar al mateix lloc on s'havia aparegut, per això van decidir construir una petita capella on col·locar la imatge per venerar-la.